# رومان فلورير
رومان فلورير (بالفرنسية: Romain Fleurier) هو لاعب كرة قدم فرنسي في مركز الدفاع، ولد في 17 مارس 1997 في بوفيه في فرنسا. لعب مع بورغ أون بريس بيروناس ونادي بوفيه ونادي شامبلي.

## وصلات خارجية
- رومان فلورير على موقع رابطة كرة القدم الفرنسية للمحترفين (الإنجليزية)
- رومان فلورير على موقع قاعدة بيانات كرة القدم.إي يو (الإنجليزية)
- رومان فلورير على موقع Soccerway.com (الإنجليزية)